# St. Martin (Osterhever)

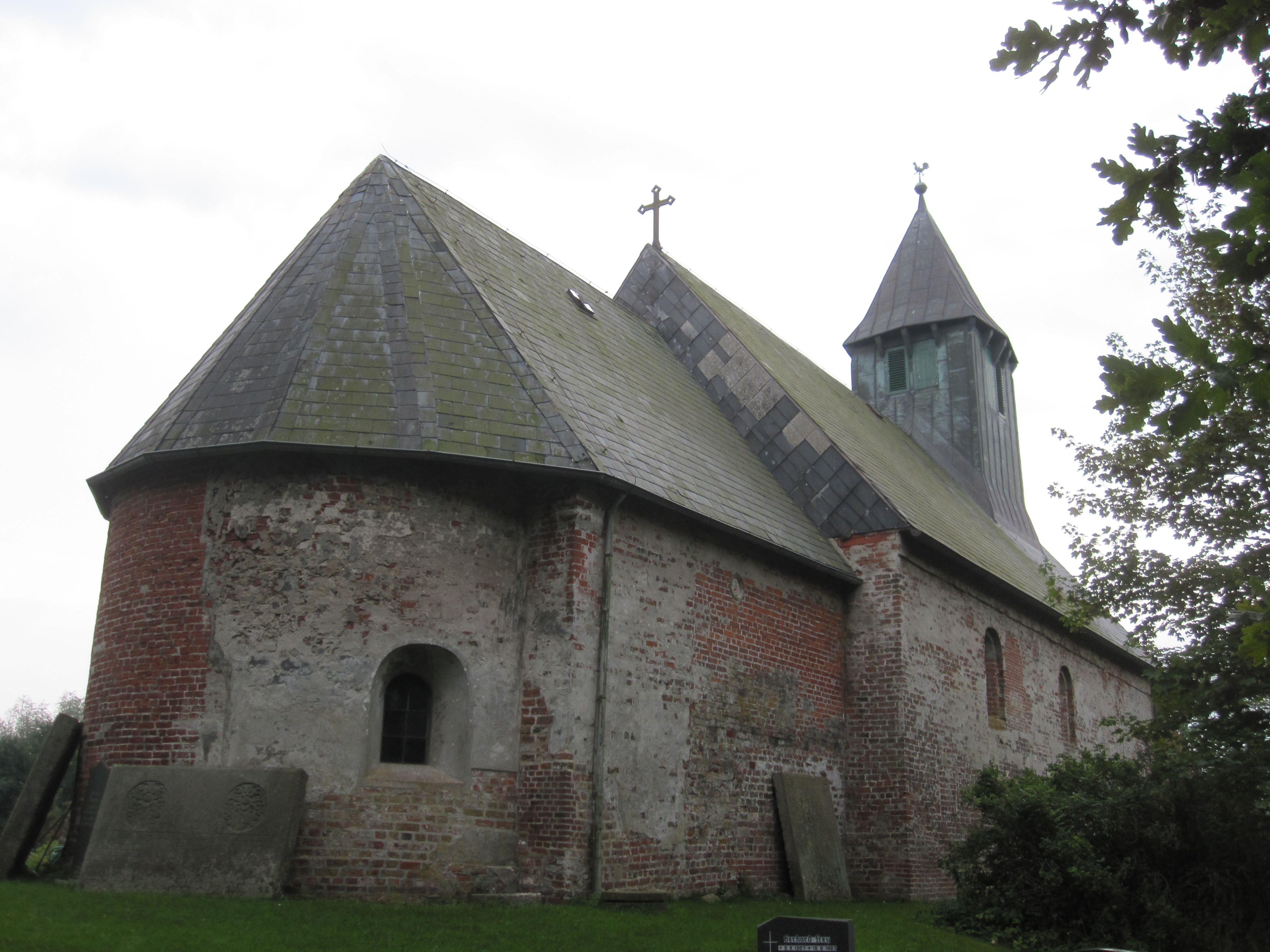
St. Martin (Osterhever)

Die romanische Kirche St. Martin auf einer Warft von Osterhever, einer Gemeinde im Kreis Nordfriesland in Schleswig-Holstein, gehört zur Kirchengemeinde Eiderstedt-Mitte im Kirchenkreis Nordfriesland der Evangelisch-Lutherischen Kirche in Norddeutschland. Die Kirche besitzt eine reiche Kirchenausstattung und ist ein geschütztes Kulturdenkmal mit der Objekt-ID 4120 im Denkmalschutzgesetz.

## Baubeschreibung und -geschichte
Die auf einer Warft liegende romanische Kirche ersetzte im 13. Jahrhundert eine 1113 errichtete Kapelle. Sie besteht aus Langhaus, einem eingezogenen Chor und einer halbrunden Apsis. An der Nordseite sind im Kirchenschiff zwei kleine romanische Fenster und zwei weitere in der Apsis erhalten. Die Fenster der Südseite wurden später vergrößert.
Dem Satteldach des Langhauses wurde 1908 im Westen ein quadratischer Dachreiter aufgesetzt, der den Glockenstuhl beherbergt.

## Ausstattung
Der auf die Zeit um 1520 zu datierende Flügelaltar steht auf einen mittelalterlichen Altartisch. Im Mittelschrein zeigt er eine figurenreiche Kreuzigungsdarstellung, in der ähnlich wie bei den Retabeln der Kirchen von Kotzenbüll und Witzwort, die höchstwahrscheinlich in derselben Werkstatt hergestellt wurden, als Nebenszenen die Kreuztragung, bei der Jesus das Schweißtuch gemeinsam mit Veronika hält, die Kreuzannagelung und die Grablegung integriert sind. In den Seitenflügel befinden sich vier weitere Szenen aus der Passionsgeschichte, darunter rechts unten das selten auf Altären abgebildete Motiv Christus in der Rast. In der Schleierbrettern des Mittelschreins sind kleine Apostelfiguren. Die Fassung wurde 1968 wiederhergestellt, nachdem das Retabel zwischenzeitlich einfarbig weiß gestrichen war. Die Gemälde der Außenseiten der Flügel sind verloren, die Beschriftung der Predella mit Mt 11,28  stammt wohl aus dem 19. Jahrhundert. Vor dem Altar stehen zwei mit Schnitzwerk versehene Abendmahlsbänke, die mit 1753 datiert sind.
Im Chorbogen hängt eine spätgotische Triumphkreuzgruppe mit Maria und dem Jünger Johannes, die unter dem Kreuz stehen. Johannes trägt ein Beutelbuch am Gürtel. Die Figuren und das Balkenkreuz werden auf etwa 1500 datiert, die Fassung einschließlich der Evangelistensymbole an den Kreuzenden auf die Barockzeit.
Die um 1520 geschnitzte Mondsichelmadonna war wohl Bestandteil eines kleinen Nebenaltars. An der holzsichtigen Figur sind wenige Reste einer nachmittelalterlichen Bemalung erhalten. Die etwas ältere Skulptur eines Christus im Elend war ursprünglich auch farblich gefasst. Sie wird der Schleswiger Werkstatt des mit dem Notnamen Magister amabilis bezeichneten Bildschnitzer zugeschrieben, aus der auch die Triumphkreuze in Horsbüll und Kotzenbüll stammen. Beide Figuren waren 1902 durch den Möbelfabrikanten Heinrich Sauermann ins Städtische Museum Flensburg gelangt, der in den norddeutschen Kirchen nach vorreformatorischen Kunstwerken geforscht hatte, die im Laufe des 19. Jahrhunderts aus den Kirchen entfernt worden waren, und kehrten nach der Restaurierung 2010 nach Osterhever zurück. 
Die Kanzel stammt von 1822.
Das Taufbecken aus Kunstsandstein wurde um 1850 angeschafft. Der Deckel des Taufbeckens wurde 1617 von Volquart Tetens und seiner Frau Sibbe für die St.-Katharina-Kirche in Katharinenheerd gestiftet und von dort 1939 nach Osterhever abgegeben. Auf Taufbecken und -deckel steht jeweils Mk 16,16  („Wer da glaubt und getauft wird, der wird selig werden; wer aber nicht glaubt, der wird verdammt werden.“), auf dem Becken nur die erste Vershälfte auf Hochdeutsch, auf dem Deckel der gesamte Vers auf Niederdeutsch. Über dem Taufbecken schwebt ein etwa menschengroßer Taufengel. Dieser wurde 1822 angeschafft als Ersatz für einen mittelalterlichen Taufstein. Da der Taufengel nur während der Taufzeremonie herabgelassen wurde, sollte damit in der engen Kirche Platz für mehr Sitzplätze geschaffen wurde. Der künstlerisch nicht besonders gelungene Taufengel gefiel offensichtlich auf Dauer nicht und wurde nach Anschaffung des neuen Taufbeckens auf den Dachboden verbannt, wo er erst 1989 wiederentdeckt und nach der Restaurierung 2010 wieder aufgehängt wurde.

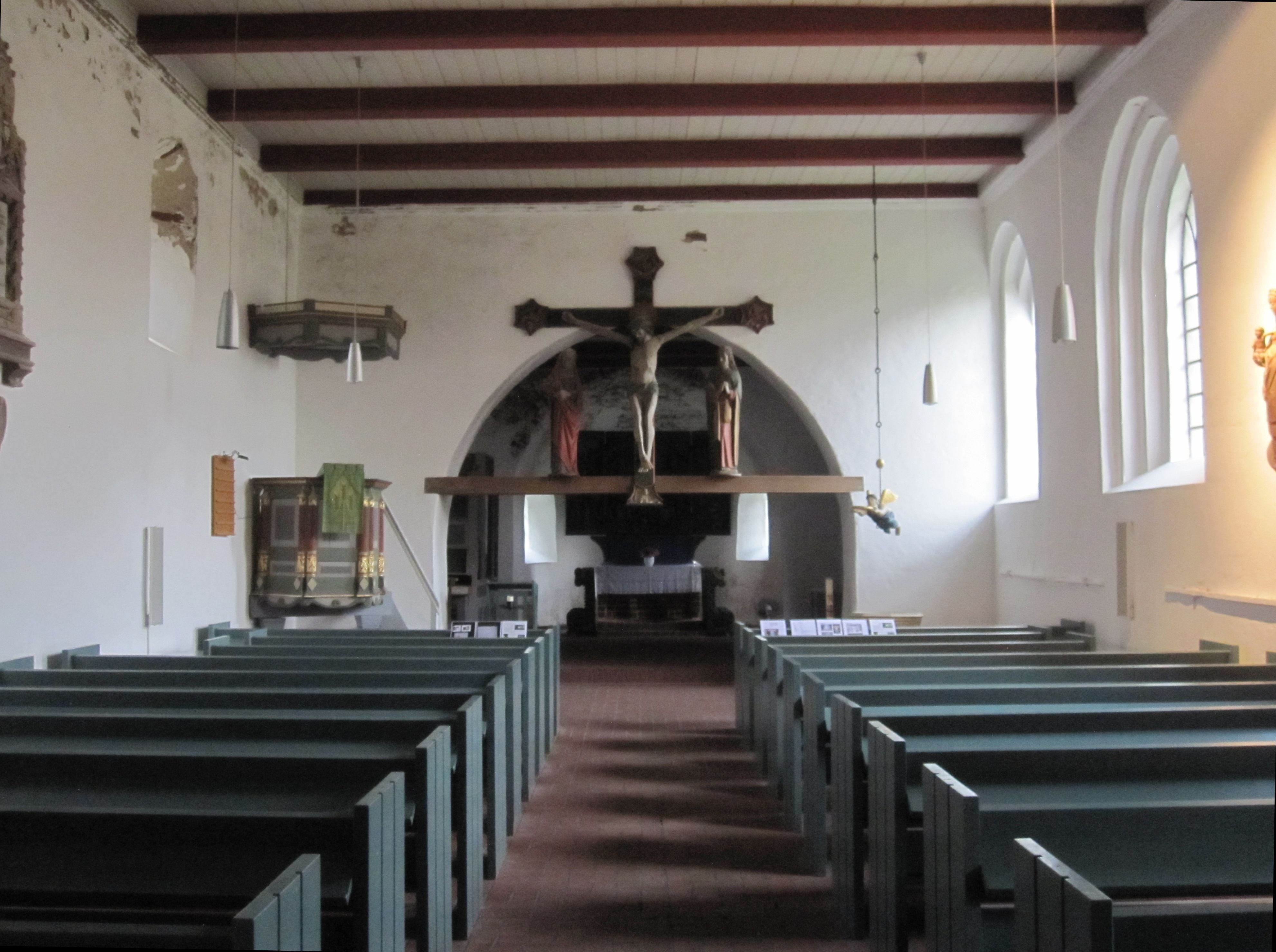
Inneres mit spätgotischem Triumphkreuz
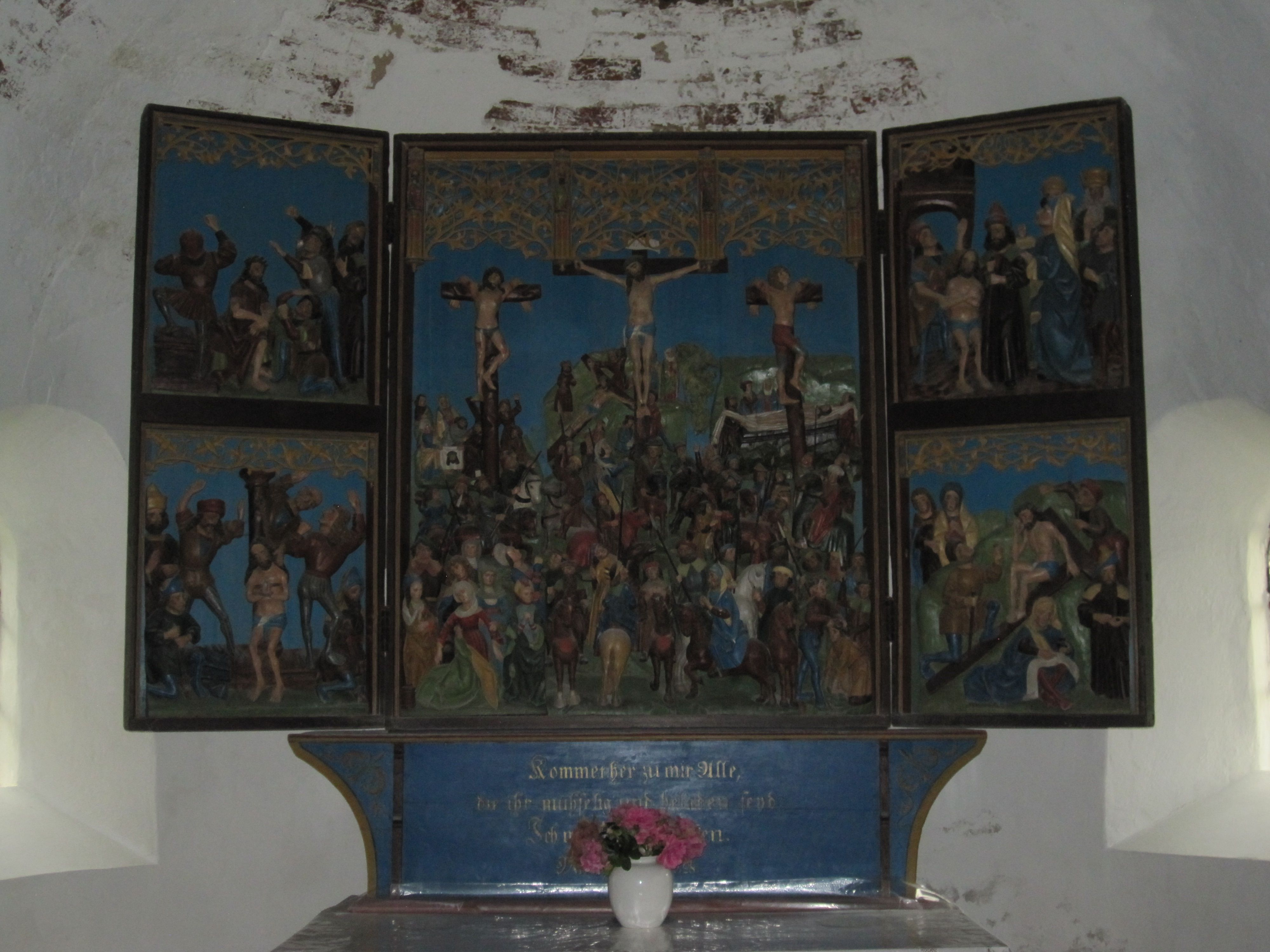
Schnitzaltar von 1520
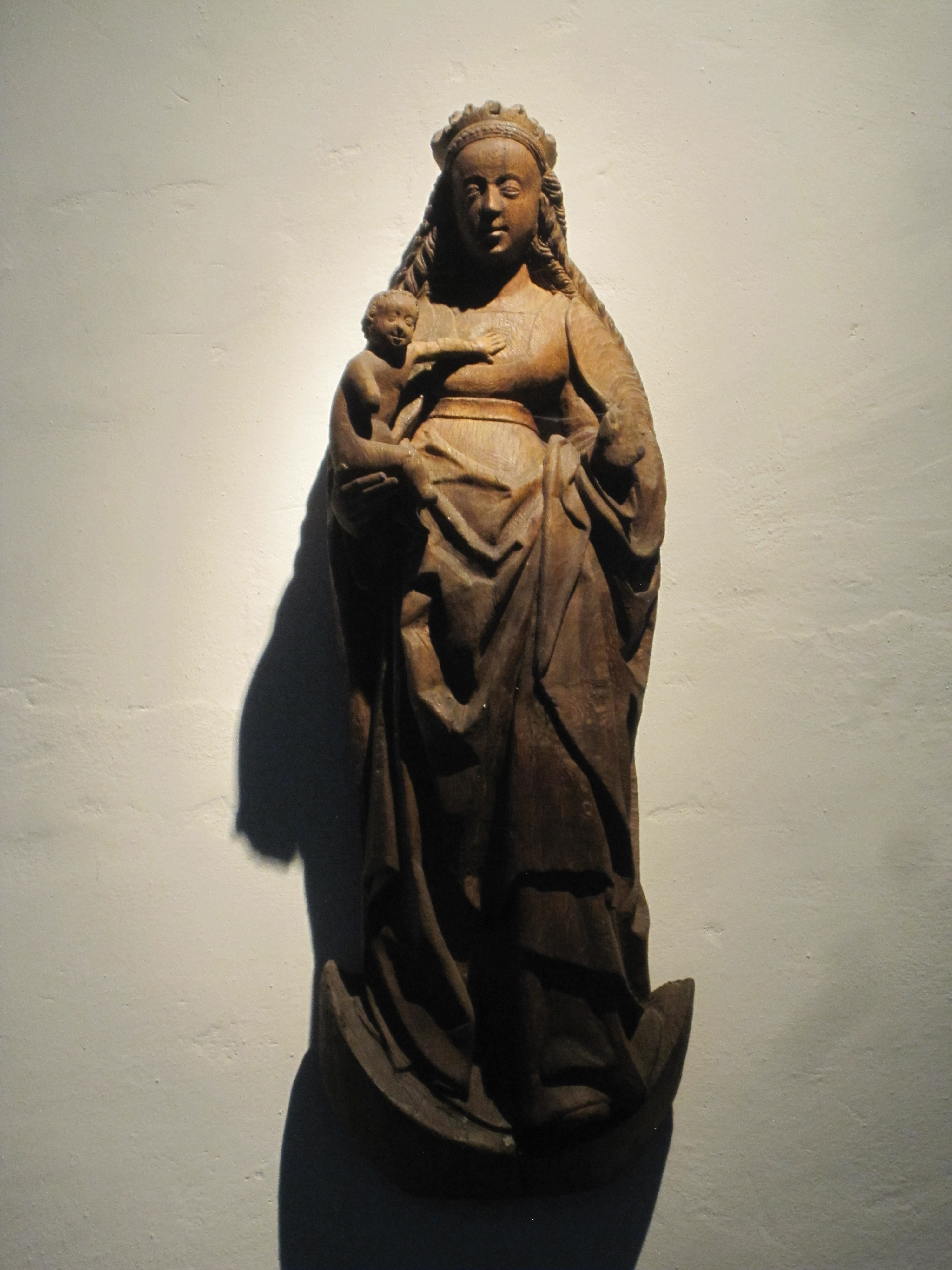
Madonna aus dem 16. Jahrhundert
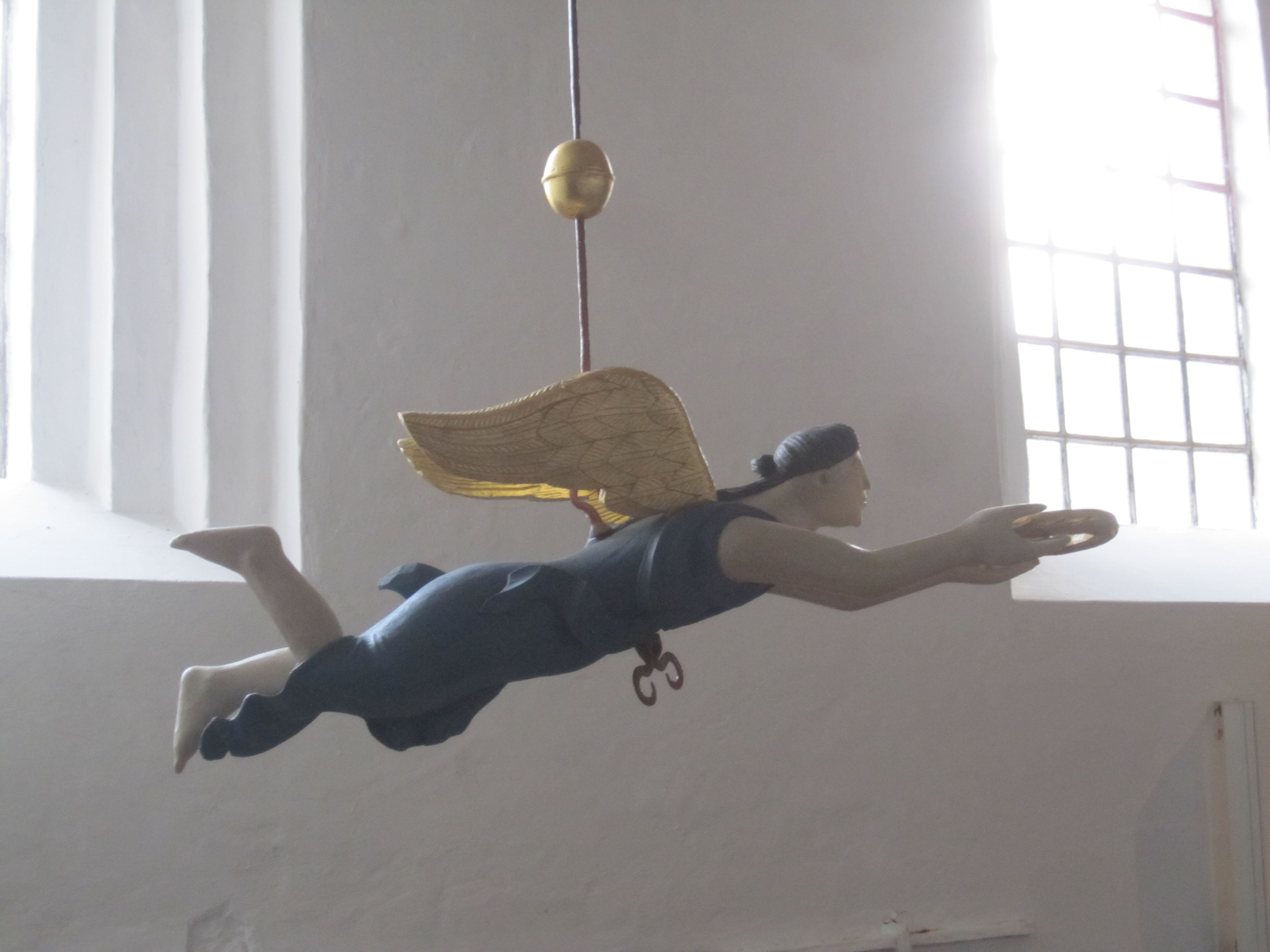
Taufengel von 1822
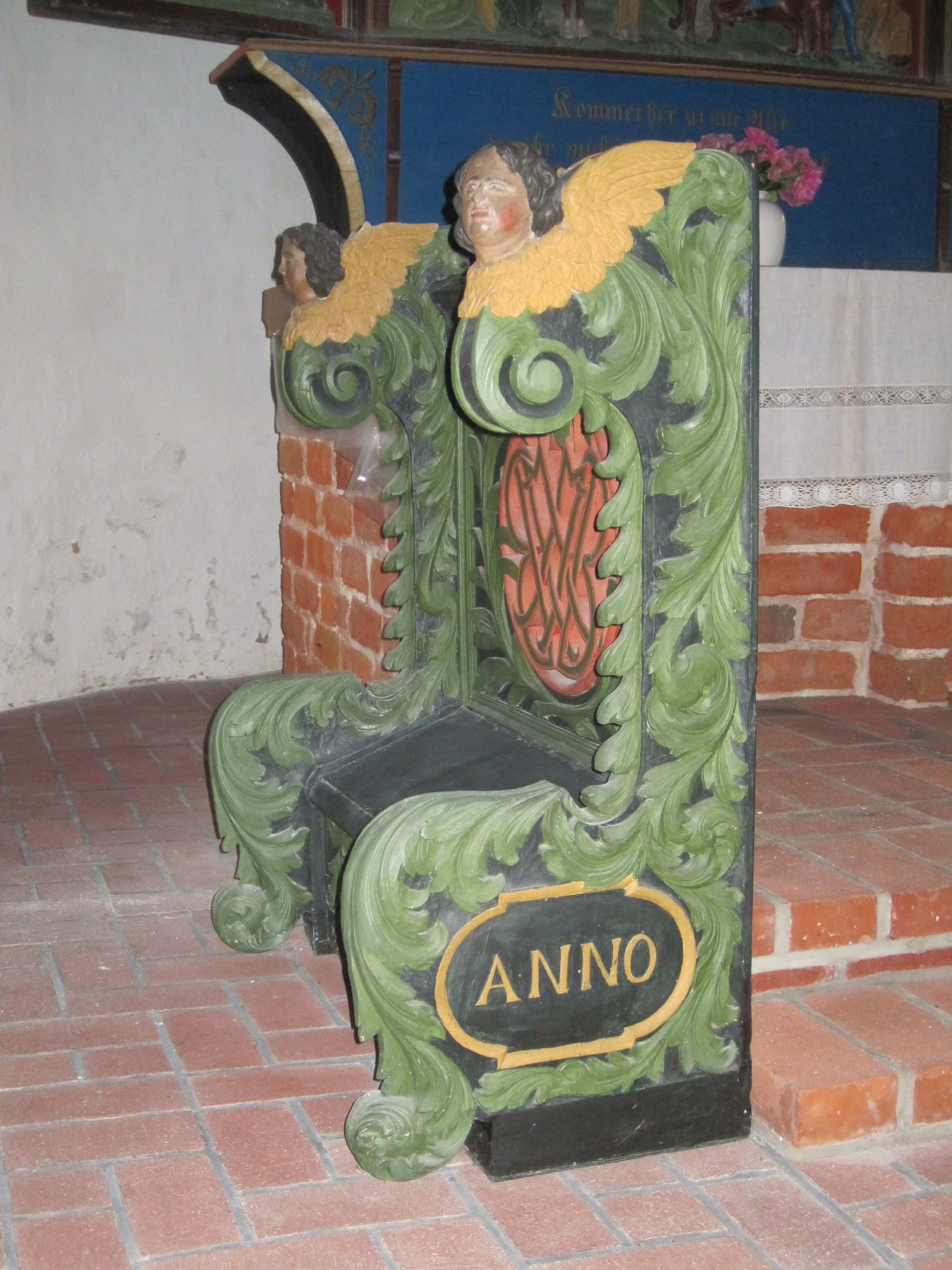
Linke Abendmahlbank von 1753
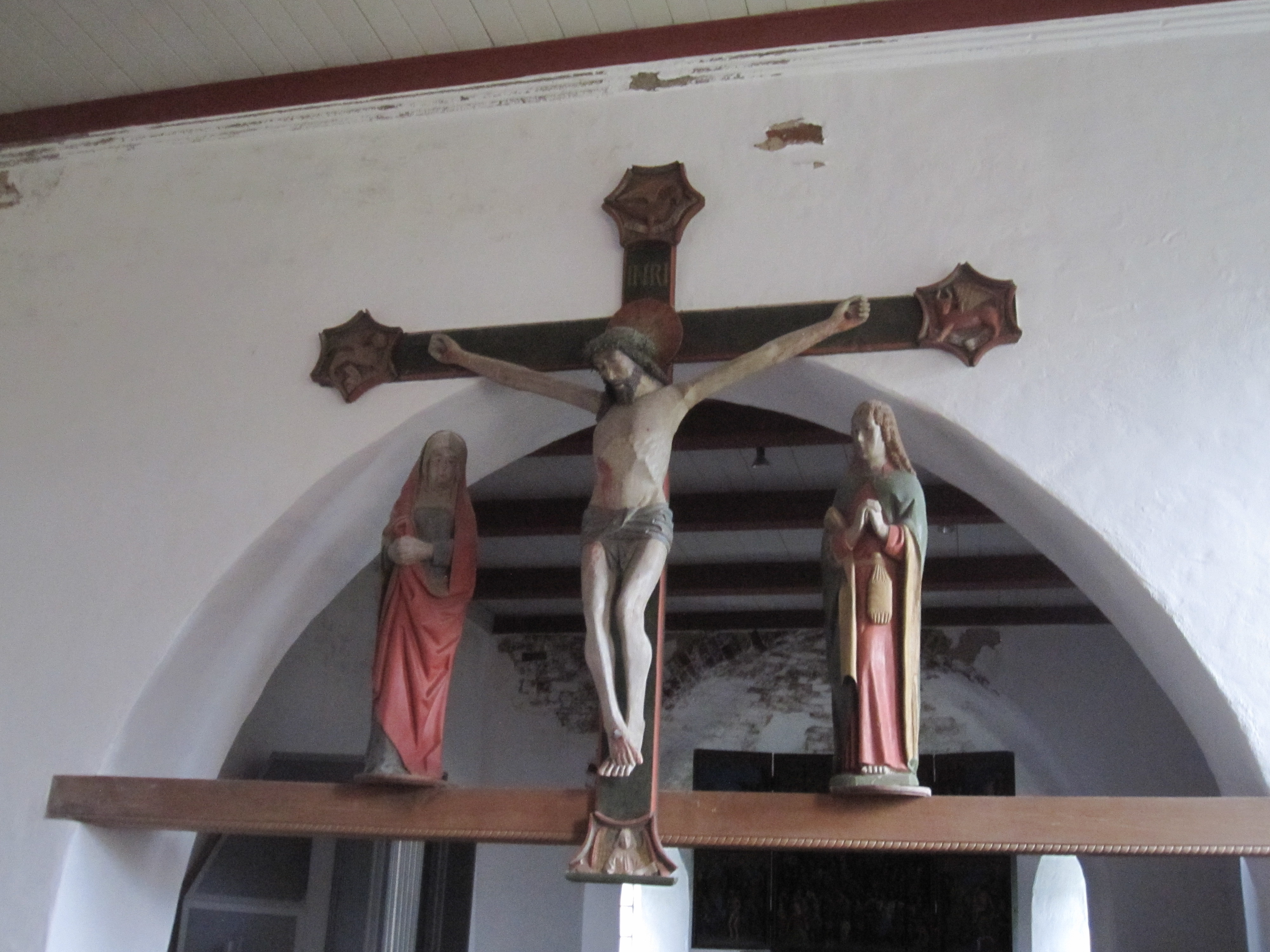
Spätgotisches Triumphkreuz

1957 wurde eine Orgel von Detlef Kleuker gebaut, die das Positiv von 1898 ergänzte.
Unter der Orgelempore befindet sich der Grabstein Jakob Ulves mit der Darstellung eines Kriegers mit Fahne und einer Frau in Eiderstedter Tracht aus der kulturellen Blütezeit Eiderstedts.

## Gemeinde
Osterhever gehört zusammen mit den ehemals selbständigen Kirchengemeinden der St.-Christians-Kirche in Garding, der St.-Katharina-Kirche in Katharinenheerd, der St.-Johannis-Kirche in Poppenbüll, der St.-Anna-Kirche in Tetenbüll, der St.-Michael-Kirche in Welt, der St.-Stephanus-Kirche in Westerhever und der St.-Martin-Kirche in Vollerwiek zur Kirchengemeinde Eiderstedt-Mitte mit insgesamt acht historischen Kirchen und zehn Kommunalgemeinden.